# August Krogh
Schack August Steenberg Krogh, född 15 november 1874 i Grenaa, död 13 september 1949 i Köpenhamn, var en dansk zoofysiolog. Han fick Nobelpriset i fysiologi eller medicin 1920.

## Biografi
Krogh var assistent i fysiologi vid Köpenhamns universitet 1899–1908, blev filosofie doktor 1903, docent i djurfysiologi 1908 och professor 1916. Kroghs vetenskapliga produktion omfattade huvudsakligen andningens, blodomloppets och ämnesomsättningens fysiologi. Genom synnerligen grundliga och med fyndig teknik utförda undersökningar visade Krogh, tillsammans med hustru Marie Krogh, att gasutbytet mellan lungor och blod kunde förklaras som en ren diffusionsprocess och att antagandet om en "gassekretion" var obefogat åtminstone beträffande däggdjuren. En av teknikerna han använda var den av honom uppfunna Krogh-apparaten. 
Tillsammans med Johannes Lindhard utarbetade Krogh en tillförlitlig metod för bestämmande av hjärtats slagvolym, och många viktiga rön belyste hjärtats arbete och blodets syrgasupptagning under växlande fysiologiska förhållanden. Gasutbytet mellan blod och vävnad visade Krogh även kunde förklaras på basis av diffusionslagarna. Dessa undersökningar förde Krogh in på studiet av blodomloppet i kapillärerna. Han visade att kapillärerna hade självständig sammandragnings- och utvidgningsförmåga, genom vilken de kunde avpassa blodgenomströmningen efter cellernas växlande krav på näring. Vidare belystes kapillärernas fördelning och kapillärväggens permeabilitet för olika ämnen.
Krogh bidrog till den så kallade Lindhardskolan inom arbetsfysiologin, vilken ledde till en stark svensk arbetsfysiologisk forskning vid Kungliga Gymnastiska Centralinstitutet i Stockholm under ledning av professor Erik Hohwü-Christensen. Han mottog Nobelpriset i fysiologi eller medicin 1920 för sin upptäckt att i vila blott en del av kapillärerna i vävnaderna är öppna och att det finns en särskild mekanism som reglerar blodströmmen genom kapillärerna. Krogh invaldes 1916 i Videnskabernes Selskab, 1922 som utländsk ledamot av Kungliga Vetenskapsakademien, samma år i Kungliga Fysiografiska Sällskapet i Lund och 1937 i Royal Society.

## Nordisk Insulinlaboratorium
Krogh var en av medgrundarna 1923 till läkemedelsföretaget Nordisk Insulinlaboratorium, som senare utvecklats till Novo Nordisk med bland annat läkemedel mot diabetes melitus. Hans medarbetare ingenjören Harald Pedersen (även stavat Petersen) konstruerade en maskin med vilken insulin framställdes.